# イジョルスキェ・ザボーディ

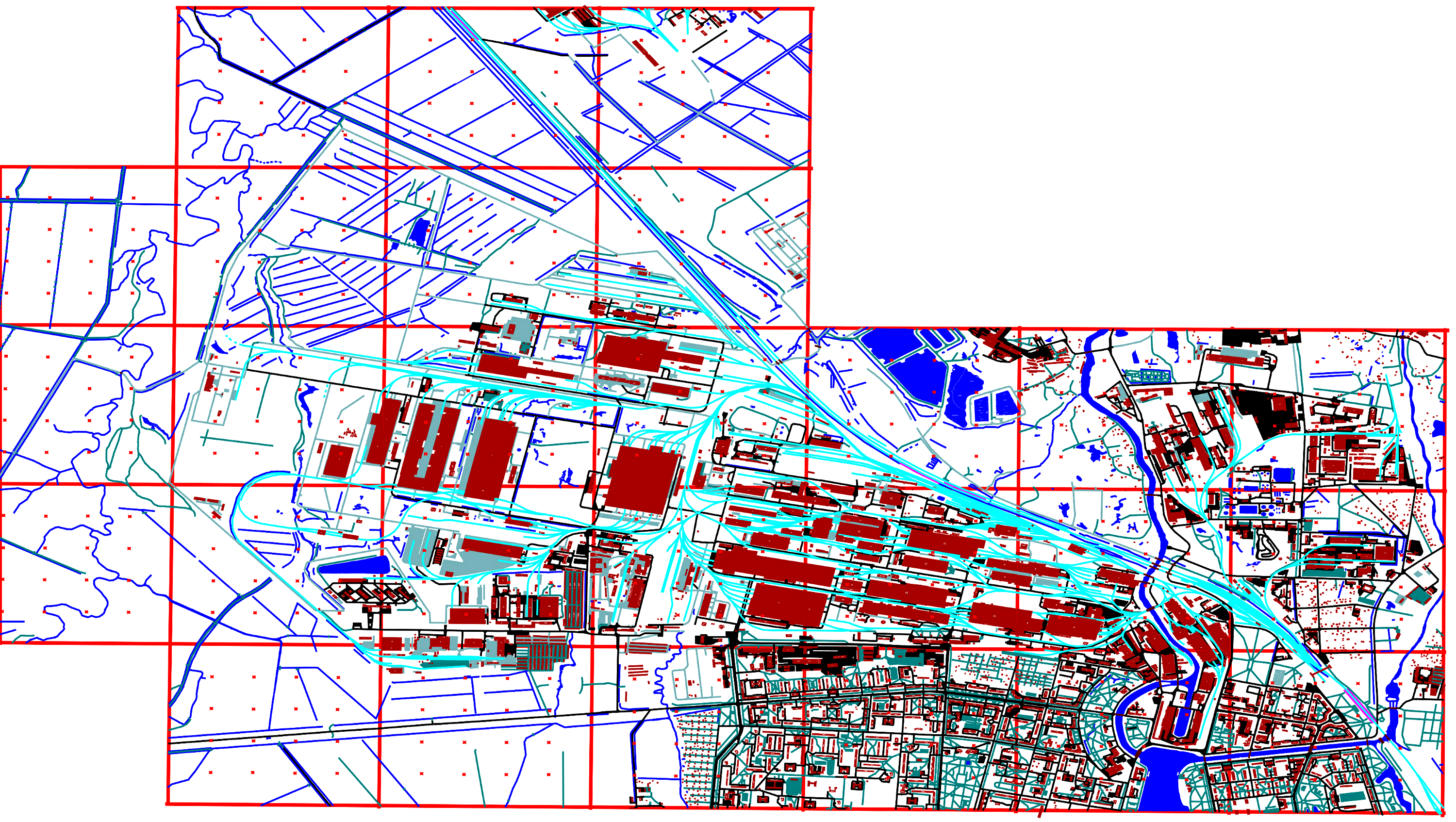
所在地

イジョルスキェ・サボーディまたはイジョルスキェ工場（ロシア語: Ижо́рские заво́ды, 英語: Izhorskiye Zavody, Izhora Plants）はロシア のOMZグループに属する機械メーカーである。会社形態としては公開株式会社（Открытое акционерное общество、OAO）である。主要な工場はサンクトペテルブルクのコルピノにある。

## 歴史

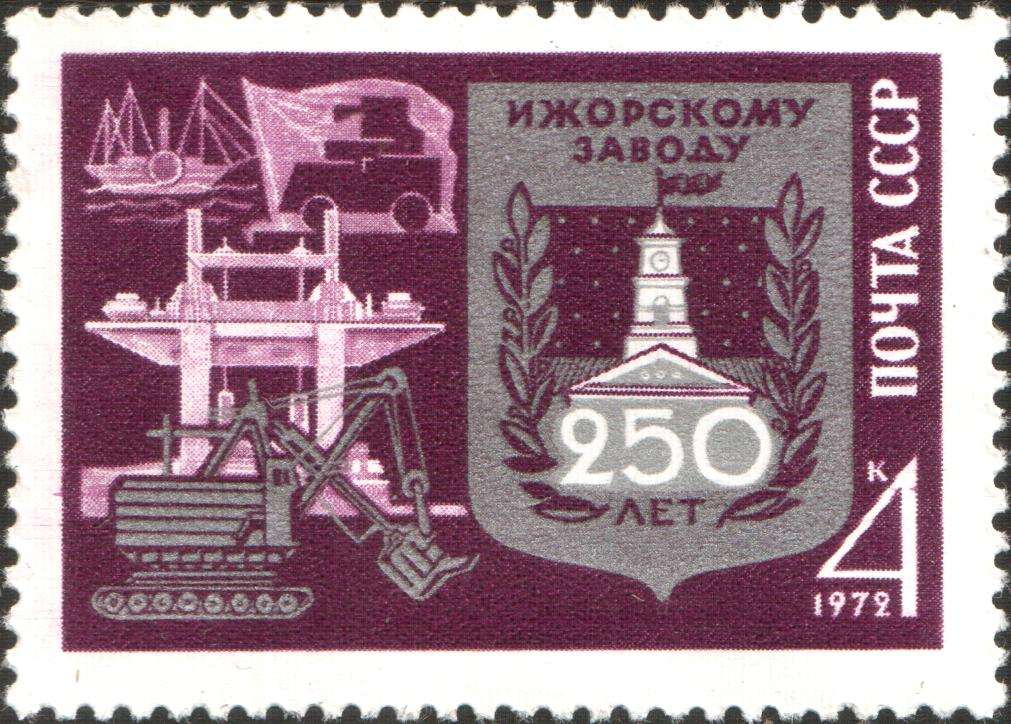
創立250年を記念して発行された記念切手（1972年、ソ連）

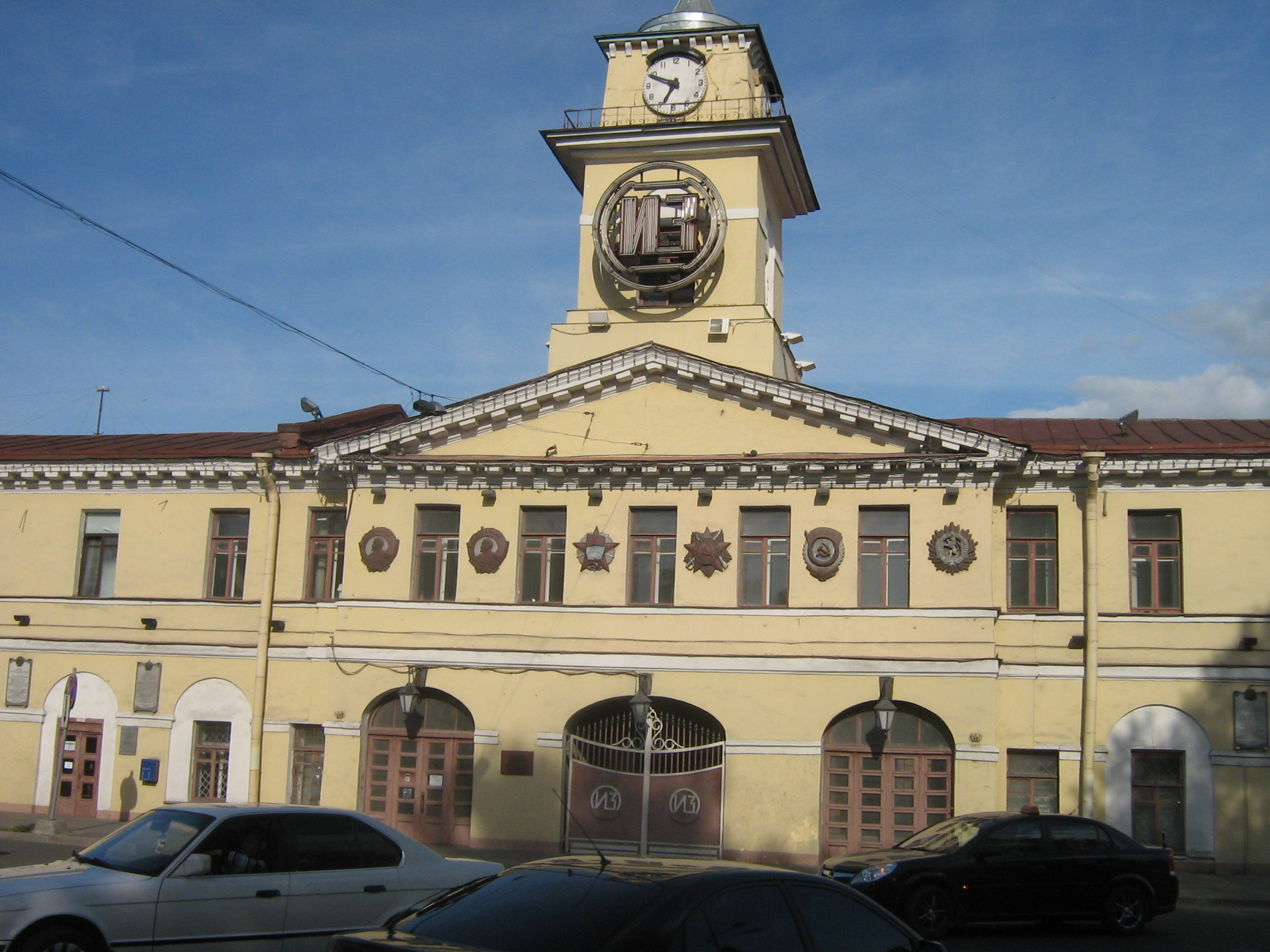
本社ビル

ロシア皇帝ピョートル1世がロシア帝国艦隊の艦船を建造するために造船所を作らせたのが発祥で、近くを流れるイジョラ川にちなんで名付けられた。ロシア海軍軍艦旗を授与されてから1908年に至るまで艦船や部品を製造していた。1992年に民営化され、1999年にはOMZ Group（Objedinennye Mashinostroitelnye Zavody）の傘下に入った。

## 業務
主な業務は産業向け重機械の製造である。原子力、石油・ガス、鉱山機械などの装置および設備のエンジニアリング、製造、販売、保守の他、産業用特殊鋼製品の生産を行っており、金属タンクやボイラ、原子炉圧力容器の他、液体やガスのろ過・精製・蒸留装置などの製品群を有する。また、世界初の水上原子力発電所アカデミック・ロモノソフの原子炉容器を製造している。
OMZグループは16,500名の従業員を抱え、業界専門誌において「ロシア最大の企業400」にランキングされている。イジョルスキェ・ザボーディはサンクトペテルブルクの経済において重要な位置を占めている。